# Noel Ignatiev
Noel Ignatiev (ur. 27 grudnia 1940 w Filadelfii, zm. 9 listopada 2019)  – amerykański filozof, marksista, pisarz, historyk. Najbardziej znany ze swoich prac na temat rasy i klasy społecznej.

## Życiorys
Urodził się 27 grudnia 1940 roku w Filadelfii w rodzinie żydowskiej jako Noel Saul Ignatin. Jego ojciec był imigrantem z Rosji. Rodzice byli komunistami, którzy sprzeciwiali się rasizmowi. Studiował na Uniwersytecie Pensylwanii, ale przerwał studia po 3 latach. Po studiach pracował fizycznie w hucie i w fabrykach w Chicago. Należał do organizacji Studenci na rzecz Demokratycznego Społeczeństwa. W 1967 wspólnie z Tedem Allenem napisał artykuł „The White Blindspot”, który stał się popularny w kręgu lewicowej inteligencji. Przez krótki okres należał do partii komunistycznej. Był również członkiem organizacji Sojourner Truth Organization.
W 1984 roku został zwolniony z huty, zaaplikował do Graduate School of Education na Harvard University. Pomimo braku dyplomu licencjata został przyjęty. W 1985 roku uzyskał na tej uczelni tytuł magistra. Następnie został zatrudniony jako wykładowca na Harvardzie i rozpoczął pracę nad doktoratem, który otrzymał w 1994 roku. Doktorat został opublikowany w 1995 w postaci książki pod tytułem „How the Irish Became White”, która stała się jego najbardziej wpływową pracą. Jej tematem były postawy imigrantów z Irlandii. W książce argumentował, że rasa jest konstruktem społecznym, a nie kategorią biologiczną. Imigranci z Irlandii początkowo nie byli postrzegani jako biali w USA. W Wielkiej Brytanii traktowano ich jako podrzędną rasę. Po przybyciu do USA wielu Irlandczyków przyjaźnie odnosiło się do czarnych mieszkańców kraju. Z czasem zaczęli jednak być traktowani jako biali, jednak wiązało się to ze zmianą ich postaw wobec czarnych.
W 1992 roku założył czasopismo „Race Traitor”, publikował je do 2005 roku. Motto pisma brzmiało: „Zdrada białości to wierność człowieczeństwu”. Zdaniem Ignatieva ideał zdrady własnej rasy ucieleśniał John Brown, biały przywódca buntu czarnych niewolników. Uważał, że rasizm jest największą przeszkodą, by robotnicy osiągnęli solidarność klasową. W swoich pracach inspirował się twórczością C.L.R. Jamesa.
Kontrowersje wzbudził jego postulat „zniesienia białej rasy”, przez środowiska prawicowe był on odbierany jako projekt biologicznej eksterminacji. Ignatiev był oskarżany o to, że sam jest rasistą wrogim wobec białych. W założeniach Ignatieva zniesienie białej rasy oznaczało jednak zniesienie przywilejów związanych z kategorią pojęciową białej rasy, wyjaśniał swoje stanowisko przez analogie ze sprzeciwem wobec monarchizmu, zniesienie monarchii nie oznacza zabicia króla a przebudowanie instytucji państwa tak, by zniknęła władza króla.